# Ley de Responsabilidad y Mejora Postal
La Ley de Responsabilidad y Mejora Postal (en inglés Postal Accountability and Enhancement Act, abreviada PAEA) es un estatuto federal de los Estados Unidos promulgado por el 109.º Congreso de los Estados Unidos y promulgado por el presidente George W. Bush el 20 de diciembre de 2006.
El proyecto de ley fue presentado en la Cámara de Representantes de los Estados Unidos por Tom Davis, un republicano de Virginia, y copatrocinado por el republicano John M. McHugh de Nueva York y los demócratas Henry Waxman de California y Danny K. Davis de Illinois. El proyecto de ley fue aprobado durante la sesión de pato rengo del 109.º Congreso, y aprobado por un voto a viva voz.
La ley fue la primera revisión importante del Servicio Postal de los Estados Unidos (USPS) desde 1970. Reorganizó la Comisión de Tarifas Postales, obligó al USPS a pagar por adelantado los beneficios de salud y jubilación de todos sus empleados durante los próximos 50 años, y estipuló que el precio del franqueo no podría aumentar más rápido que la tasa de inflación. También ordenó al USPS entregar seis días de la semana. Según Tom Davis, la administración Bush amenazó con vetar la legislación a menos que agregaran la disposición sobre la financiación de los beneficios de los empleados por adelantado con el objetivo de usar ese dinero para reducir el déficit federal. Cuando firmó el proyecto de ley el 20 de diciembre de 2006, Bush emitió una declaración de firma que dice que el gobierno puede abrir el correo en condiciones de emergencia, aunque Waxman afirmó que el gobierno no puede hacer esto sin una orden de registro.
Entre 2007 y 2016, el USPS perdió $ 62.4 mil millones; el inspector general de la USPS estimó que $ 54.8 mil millones se debieron a los beneficios de jubilación previos. A fines de 2019, el USPS tenía una deuda de $ 160.9 mil millones, debido al crecimiento de Internet, la Gran Recesión y el pago anticipado de los beneficios a los empleados según lo estipulado en PAEA. El volumen de correo disminuyó de 97 mil millones a 68 mil millones de artículos entre 2006 y 2012. Los beneficios para empleados le costaron al USPS alrededor de $ 5,5 mil millones por año; USPS comenzó a incumplir este pago en 2012. La pandemia de coronavirus redujo aún más los ingresos debido a la disminución de la demanda en 2020.
Según Bloomberg, la prefinanciación de los beneficios de salud de los jubilados «es un requisito que ninguna otra entidad, privada o pública, debe hacer». El columnista Dan Casey escribió en un artículo de opinión de julio de 2014 en The Roanoke Times que la PAEA es «una de las leyes más locas que el Congreso promulgó». Bill Pascrell, miembro demócrata de la Cámara de Representantes de los Estados Unidos de Nueva Jersey, afirmó en 2019 que la ley fue apresurada por el Congreso sin la debida consideración, y se refirió a ella como «una de las peores leyes que el Congreso ha aprobado en una generación». En mayo de 2020, un segmento del programa Last Week Tonight with John Oliver examinó la ley y su impacto en el USPS, demostrando que ha contribuido a su deuda.